# Arbeláez (Colombie)
Pour les articles homonymes, voir Arbelaez.
Arbeláez est une municipalité située dans le département de Cundinamarca, en Colombie.